# بنكسية أليفة الأحجار
بنكسية أليفة الأحجار (الاسم العلمي:Banksia petrophila) هي نوع غير مؤكد من النباتات تتبع جنس البنكسية من الفصيلة البروطية.